# Die Puppen

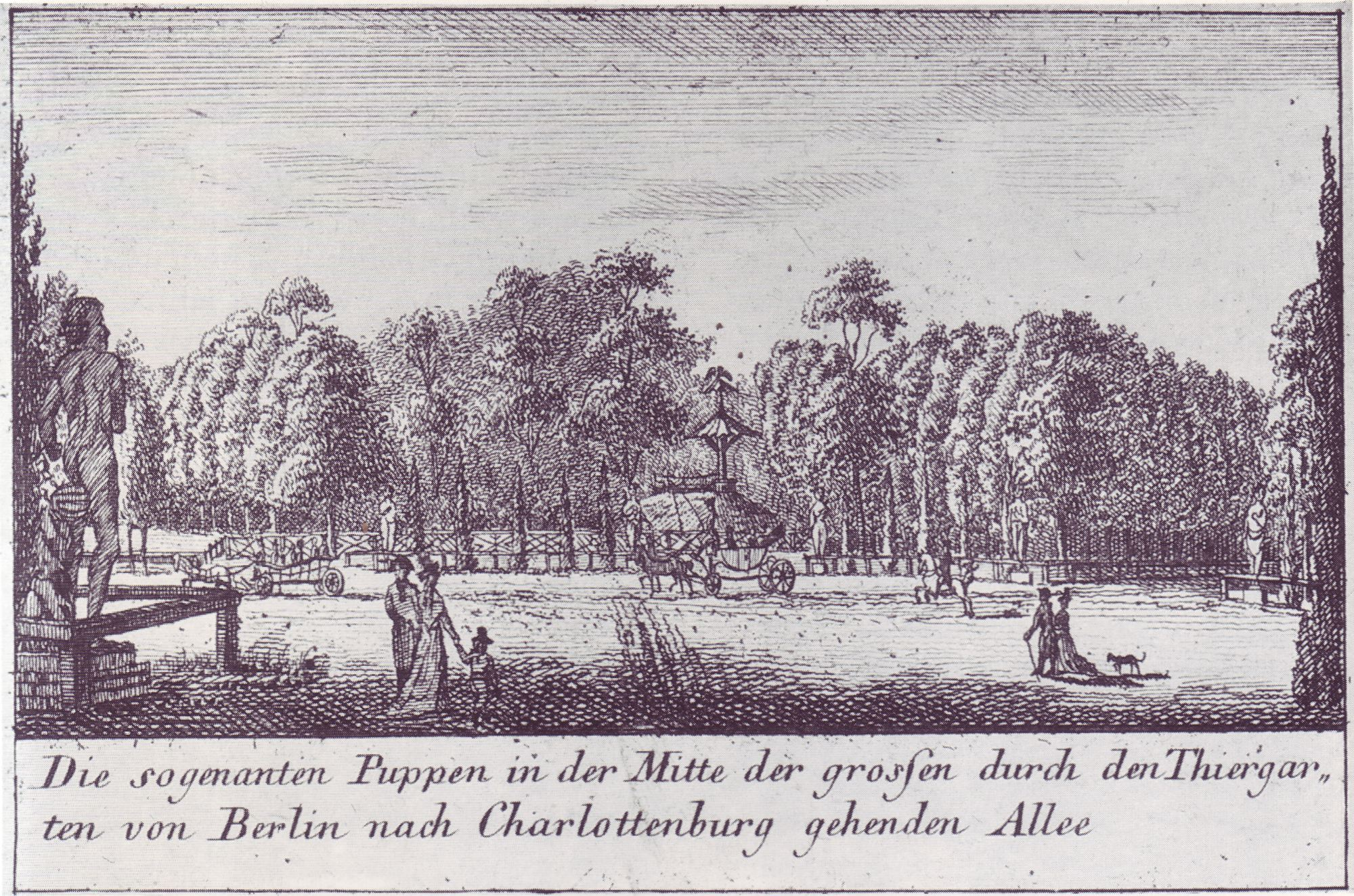
Der Große Stern mit den „Puppen“ in einer Illustration von Friedrich August Calau, 1798

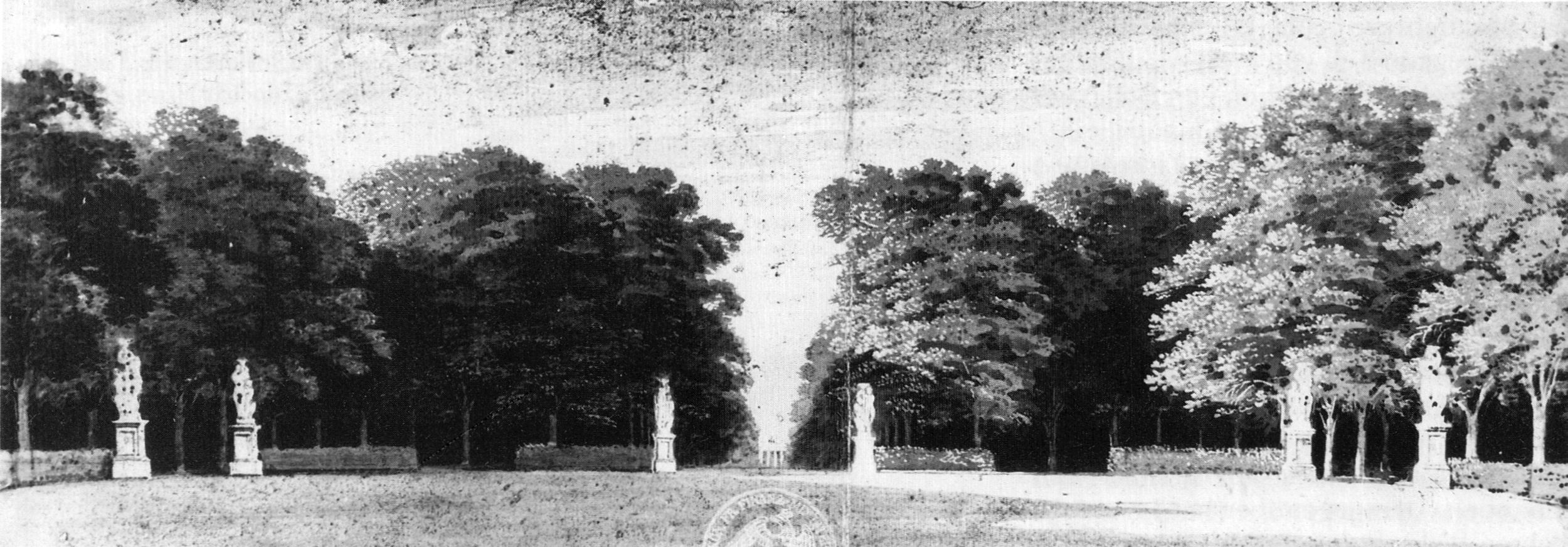
Nicht umgesetzter Entwurf Schinkels zur Neugestaltung des Großen Sterns mit Laternenträgerfiguren statt der „Puppen“, 1816

Die Puppen war eine im Berliner Volksmund verbreitete Bezeichnung für ein Ensemble von Sandsteinskulpturen antiker Götter und Göttinnen, die Mitte des 18. Jahrhunderts am Großen Stern im Zentrum des Großen Tiergartens in Berlin errichtet wurden und dort bis Anfang des 19. Jahrhunderts standen.
Die genaue Anzahl der ‚Puppen‘ ist nicht bekannt, sie betrug entweder 12 oder 16. Von den ‚Puppen‘ abgeleitet wird die Redewendung „bis in die Puppen“ für Geschehnisse oder Wegstrecken, die sich länger hinziehen – eine Anspielung auf die große Entfernung, die beim Spaziergang von der Berliner Stadtgrenze am Brandenburger Tor bis zum Großen Stern zurückgelegt werden musste.
Die Sandsteinskulpturen wurden um 1750 von Georg Wenzeslaus von Knobelsdorff im Zuge seiner Umgestaltung des ehemaligen kurfürstlichen Wildgeheges zum barocken Stadtpark aufgestellt. Noch namentlich bekannt sind Statuen des Bacchus, der Ceres, der Flora, der Feronia, der Pomona und der Felicitas.
Der Schwerpunkt von Knobelsdorffs Wirken lag auf dem südöstlichen Teil des Tiergartens, zwischen der heutigen Straße des 17. Juni und der heutigen Tiergartenstraße sowie am Großen Stern. An Letzterem verdoppelte Knobelsdorff die Eichen, die den um 1700 entstandenen ehemaligen Rastplatz umgaben, setzte kegelförmige Buchen und Hecken an und errichtete zwischen ihnen die bald despektierlich als ‚Puppen‘ bekannten Götterstatuen.
Wie andere Denkmale und Schmuckteile des Tiergartens wurden die Skulpturen frühzeitig durch Vandalismus beschädigt. Zu Beginn des 19. Jahrhunderts waren sie bereits weitgehend zerstört, sodass der Architekt Karl Friedrich Schinkel 1816 den Vorschlag machte, sie abzubauen und statt ihrer Laternenträgergruppen von der Boumannschen Opernbrücke, die abgebrochen werden sollte, aufzustellen. Dieser Vorschlag fand jedoch nicht die Zustimmung des preußischen Königs Friedrich Wilhelm III. Die Reste der ‚Puppen‘ wurden erst 1829 beseitigt.
Die traditionsreiche Bezeichnung ‚die Puppen‘ übertrug sich später auf die Marmordenkmale brandenburgischer und preußischer Herrscher, die auf Initiative von Kaiser Wilhelm II. ab 1895 in der ebenfalls im Großen Tiergarten gelegenen Siegesallee (auch Puppenallee genannt) errichtet wurden. Daraus resultiert das in Darstellungen zur Berliner Stadtgeschichte häufiger nachzuweisende Missverständnis, die Redewendung „bis in die Puppen“ gehe auf die Statuen der Siegesallee zurück.